# Проєкт Закону «Про мови в Україні» (2010)
Проє́кт Зако́ну «Про мо́ви в Украї́ні» № 1015-3 — законопроєкт, який 7 вересня 2010 року подали до Верховної Ради України Олександр Єфремов, Сергій Гриневецький та Петро Симоненко. 1 лютого 2011 року його відхилили та зняли з розгляду.
Документ викликав резонанс у суспільстві й спровокував кампанію «Займіться ділом, а не язиком!».

## Мовна ситуація в Україні
Згідно з соціологічним дослідженням, що було проведене Фондом «Демократичні ініціативи» ім. Ілька Кучерева та соціологічною службою Центру Разумкова в червні цього року[якого?] лише 7,6 % українських громадян серед пріоритетних проблем, що підлягають негайному вирішенню нинішньою владою, вважають мовне питання[джерело?]. На першому місці залишаються питання підвищення соціальних стандартів та боротьби з корупцією. За словами Бориса Тарасюка:
Повний провал нинішньої влади в економіці і соціальній політиці, Президент і коаліція намагаються компенсувати нібито виконанням своєї передвиборчої програми або ж просто відволікти таким чином увагу суспільства від нагальніших проблем.

## Аналіз законопроєкту

### Фактичне наданняросійській мовістатусу другої державної мови вУкраїні
6-й пункт 8-ї статті проєкту закону «Про мови в Україні» надає регіональній мові такі права:
Регіональна мова… використовується нарівні з державною мовою на відповідній території України в роботі місцевих органів влади, Автономної Республіки Крим та органів місцевого самоврядування, застосовується і вивчається в державних і комунальних навчальних закладах, а також використовується в інших сферах суспільного життя в межах і порядку, що визначаються цим законом
У другій частині цієї статті вказано:
…до кожної мови, визначеної у частині другій цієї статті (прим. — російська, білоруська, болгарська, вірменська, гагаузька, ідиш, кримськотатарська, молдавська, німецька, новогрецька, польська, ромська, румунська, словацька та угорська) застосовуються заходи, спрямовані на використання регіональних мов або мов меншин, що передбачені у цьому Законі, за умови якщо кількість осіб, — носіїв регіональної мови, що проживають на території, на якій поширена ця мова, становить 10 відсотків і більше чисельності її населення.
Встановлення 10 % «бар'єру» фактично означає, що російська мова може бути регіональною в будь-якій області України. Тобто встановлюється загальноукраїнська обов'язковість саме російської мови. Хоча теоретично в багатьох регіонах вона може і не мати статусу регіональної.
Відповідно до положення частини 1 статті 14 проєкту, паспорт громадянина України та відомості про його власника, що вносяться до нього виконуються українською і російською мовою (без прив'язки до регіональної).
«Поряд із державною мовою при проведенні досудового розслідування, дізнання та прокурорського нагляду може використовуватися російська мова.» (ст.16)
«Основними мовами інформатики в Україні є українська, російська та англійська мови». (ст.23)
«Громадянам України гарантується право отримання освіти державною мовою і російською мовою». (ст.21.п2)
«В усіх загальних середніх навчальних закладах забезпечується вивчення державної мови і російської мови.» (ст.21.п.7.)
«Для державних загальнонаціональних телерадіоорганізацій частка мовлення державною мовою має становити не менше 60 відсотків, російською мовою — не менше 20 відсотків загального обсягу добового мовлення.» (ст.25.п.3.)
«Адреси відправника та одержувача поштових відправлень, телеграм, що пересилаються в межах України, мають виконуватися державною мовою або російською мовою.» (ст.26.п.2.)
Закон порушує права україномовних громадян, що не володіють регіональною мовою або хотіли б отримувати інформацію своєю мовою.
«У межах території, на якій поширена регіональна мова, що відповідає умовам частини третьої статті 8 цього Закону, за рішенням місцевої ради така продукція [друкована продукція службового та ужиткового користування] може видаватися цією регіональною мовою.» (ст.25.п.7)
В законі неадекватно інтерпретується мовна ситуація в Україні.
«Українсько-російська двомовність, що склалася історично, є важливим надбанням українського народу, потужним чинником консолідації багатонаціонального українського суспільства».
Насильницьке нав'язування царською і потім радянською Росією своєї культури та мови, періодичні заборони української мови не можна називати "важливим надбанням українського народу.
Наведені у проєкті закону факти не відповідають дійсності.
«Російська мова є рідною або такою якою повсякденно користується більшість громадян України, загальноприйнятою, поряд з українською, мовою міжособистісного спілкування на всій території України».
Згідно з результатами перепису 2001 року, українську мову вважали рідною 67,5 % населення України, російську — 29,6 %, інші — 2,9 %.

### Законопроєкт і Європейська Хартія регіональних мов
Проєкт закону мотивується Європейською хартією регіональних мов або мов меншин. Україна ратифікувала Хартію у травні 2003 року. В законі України «Про ратифікацію Європейської хартії регіональних мов або мов меншин» зазначено, що положення Хартії застосовуються до мов таких національних меншин країни: білоруської, болгарської, гагаузької, грецької, єврейської, кримськотатарської, молдовської, німецької, польської, російської, румунської, словацької та угорської.
Хартія, що ухвалена 5 листопада 1992 року, призначена для захисту міноритарних мов від поглинання їх мажоритарними, тобто спрямована на захист не мов національних меншин, яких в Україні понад 100, а як випливає із самої Хартії — на захист культурного розмаїття Європи. А цього можна досягти шляхом захисту рідкісних мов, які перебувають під загрозою зникнення. Такими унікальними мовами для України є, наприклад, кримськотатарська, караїмська, кримчацька, гагаузька мови, ідиш.
Проблематичність застосування Хартії в державах, які утворились на території колишнього СРСР після його розпаду, полягає в тому, що стосунки між більшістю й меншістю тут інакші, ніж у сучасних європейських країнах. Усі пострадянські країни пережили потужну мовно-культурну асиміляцію.
Прийняття цього документа супроводжували тривалі дискусії. Не всі європейські країни визнали за доцільне його запроваджувати. Франція підписала Хартію, але не ратифікувала її. Конституційна Рада Французької Республіки визнала, що «Європейська хартія регіональних або мов меншин», надаючи особливі права «групам» мовців регіональних або мов меншин у межах «територій», де користуються цими мовами, «обмежує конституційні принципи неподільності Республіки, рівності перед законом і єдності французького народу».
Не ратифікувала Хартію і Росія, хоча на її території проживає понад 100 національних меншин і мови багатьох із них потребують захисту.
Не підписали й не ратифікували Хартію також Балтійські країни.
Хартія належить до тих документів, у яких індивідуальні людські права на мовно-культурну самоідентифікацію входять у суперечність із колективним правом націй на самоствердження.

### Впровадження білоруського сценарію
У Білорусі впровадження російської як другої державної уможливив високий рівень мовно-культурної асиміляції білорусів, що сприяло приходу до влади проросійської еліти. Білоруський сценарій намагалися розіграти в Україні, і орієнтована на Росію влада змогла б повернути радянську практику асиміляції українців із тим, щоб зробити процес денаціоналізації населення незворотним.

### Неадекватність аргументу про наукову перспективність російської мови
В проєкті закону говориться: 
«Володіння російською мовою забезпечує громадянам України широкий доступ до здобутків світової науки і культури».
Хоча відомо, що понад 98 % науково-технічної інформації у світі сьогодні з'являється англійською мовою. Решта несповна 2 % — це переважно китайські і японські тексти. На російську припадає менше ніж 0,1 %, і відтак вона об'єктивно ніяк не може розв'язати питання доступу українців до світових наукових здобутків.
Справжньою проблемою є оволодіння англійською, яке стає для сучасного вченого одним з критеріїв фахової спроможності. (Максим Стріха, АН України)
Що ж стосується Інтернету, то російська мова там десь на 10-12 місці. Її випереджає навіть португальська, не кажучи вже про китайську чи гінді. (Сергій Грабовський)

### Мовний хаос
«За рішенням місцевої ради в окремих випадках, з урахуванням конкретної ситуації такі заходи [спрямовані на використання регіональних мов або мов меншин,] можуть застосовуватися до мови, регіональна мовна група якої становить менше 10 відсотків населення відповідної території.» (ст.8.п3.)
Зокрема таким чином може провадитися русифікація навіть у тих західних областях України, де відсоток російськомовних може не дотягувати до 10 %
Закон дозволяв би проросійській владі маніпулювати справжніми цифрами частки україномовного населення.
З іншого боку, Партія Регіонів застосує свою безвідмовну технологію: хочеш працювати у бюджетній сфері чи на підприємствах підвладних партії — пиши заяву, що переважно вживаєш російську мову; не хочеш писати — пиши заяву про звільнення. (Сергій Грабовський).

### Створення безладу мов ділового спілкування
Проєкт нівелює саме поняття офіційної мови, створює ситуацію, за якої кожен громадянин може вимагати застосування в будь-якій ситуації саме його мови. Реалізація такого положення на практиці може паралізувати роботу тих державних структур, де узгодженість і чіткість має особливе значення (армія, диспетчерська служба, служби технічного нагляду тощо). (АН)
Наприклад, можливе таке тлумачення закону, згідно з яким київські чиновники будуть зобов'язані знати усі регіональні мови: «У листуванні цих органів з органами державної влади вищого рівня дозволяється застосовувати цю регіональну мову (що долає 10 % бар'єр).» (ст. 12. п. 1)

### Витіснення української мови з освіти
«В усіх загальних середніх навчальних закладах забезпечується вивчення державної мови і російської мови. Об'єм вивчення російської мови визначається місцевими радами відповідно до законодавства про освіту з урахуванням поширеності цієї мови на відповідній території». (ст. 21. ч. 7)
Класи та групи можуть постійно розформовуватися протягом навчання на основі заяв про мову.
«Потреба громадян у мові навчання визначається в обов'язковому порядку за заявами про мову навчання, які надаються учнями (для неповнолітніх — батьками або особами, які їх замінюють), студентами при вступі до державних і комунальних навчальних закладів, а також, у разі потреби, у будь-який час періоду навчання.» (ст.21.п.3)
Обов'язкове опитування учнів (їхніх батьків) та студентів щодо мови, якою вони хотіли б навчатися, перетворить освіту на поле нескінченних мовних воєн, де політики всіх напрямків знаходитимуть вдячне поле для виголошення найрадикальніших гасел. (М. Стріха)
У наукових виданнях необхідні будуть переклади купою мов.

«У періодичних наукових виданнях, які публікуються українською мовою, виклад окремих положень наукових результатів подається російською та іншими мовами.» (ст. 22)

### Витіснення української мови із масових споживацьких сфер
Реалізація інших положень законопроєкту призводила б до тотальної русифікації електронних ЗМІ, кінопрокату, реклами та інших сфер суспільного життя, в яких українська мова сьогодні застосовується достатньо широко в силу підтримчих заходів останнього десятиліття.
Водночас такі сфери, як друковані ЗМІ, бізнес, виробництво, спорт та інші, де жодних підтримчих заходів для української мови ніколи й не було і російська мова тотально домінує і зараз, так і лишаться російськомовними. (М. Стріха)

### Зелене світло російським телеканалам на території України
«Держава гарантує свободу прямого прийому радіо- і телепередач із сусідніх країн, які транслюються такими самими або схожими до державної мови або до регіональних мов України мовами, і не перешкоджає ретрансляції радіо- і телепередач із сусідніх країн, які випускаються в ефір такими мовами.» (ст.25.п.5.)

### Низькі вимоги до потенційного майбутнього перепису
«При проведенні Всеукраїнського перепису населення для виявлення належності фізичних осіб до конкретних мовних груп у переписному листі має бути використано запитання про мову, яку людина переважно вживає.» (ст.8.п.5)
Одна справа — мова, яку людина переважно вживає (з огляду на різні, зокрема, історичні обставини) і зовсім інша — рідна мова (якою людина може фактично користуватися рідко, проте підтримувати політику щодо підтримки своєї рідної мови та її розвитку).

### Додаткові витрати з державного бюджету
Затвердження проєкту закону матиме наслідком необхідність залучення перекладачів, помноження офіційних документів різними мовами, комп'ютерних програм.
«…акти місцевих органів державної влади та місцевого самоврядування приймаються державною мовою або цією регіональною мовою та офіційно публікуються обома мовами…» (ст. 11 п. 2)
«У межах території, на якій поширена регіональна мова, що відповідає умовам частини третьої статті 8 цього Закону, послуги перекладача з регіональної мови, у разі їх необхідності, надаються без додаткових для цих осіб витрат.» (ст. 15 п. 4)
«Комп'ютерні системи та їх програмне забезпечення, що використовуються органами державної влади та органами місцевого самоврядування, державними підприємствами, установами та організаціями, повинні забезпечуватися можливістю обробляти україномовні, російськомовні та
англомовні тексти.» (ст. 23)

## Реакція в суспільстві
Законопроєкт викликав гостру критику науковців, українців та європейської спільноти. Проти нього започаткували громадянську кампанію Займіться ділом, а не язиком! за участю Громадянського руху «Відсіч», «Новий Громадянин», «Простір свободи», істориків, митців та небайдужих українців.

## Виноски
1. ↑  Закон України «Про ратифікацію Європейської хартії регіональних мов або мов меншин» [Архівовано 4 лютого 2019 у Wayback Machine.].
2. 1 2 3   Дзеркало Тижня. Лариса Масенко. Законопроєкт «Про мови в Україні»: погляд лінгвіста